# Purpurkardinal
Purpurkardinal (Passerina versicolor) är en fågel i familjen kardinaler inom ordningen tättingar. Den förekommer huvudsakligen i norra Centralamerika från Mexiko till Guatemala, men även in över gränsen i södra USA, i Arizona, New Mexico och Texas.

## Utseende
Purpurkardinalen är en liten (11–14 cm) finkliknande fågel med liksom andra Passerina-finkar vitt skilda hon- och handräkter. Unikt för båda könen är att näbbens övre halva är något böjd. Hane i häckningsdräkt är en praktfull blandning av lila och rött, med karmosinröd på ovan- och undersida, i en ögonring och bak på hjässan, violblå på ansikte, övergump och skuldror samt svart runt näbben. I skuggorna verkar färgerna försvinna och den framstår mest som svartaktig. Honan är musbrun ovan och gråbeige under, utan streck och vingband som hos släktingarna.

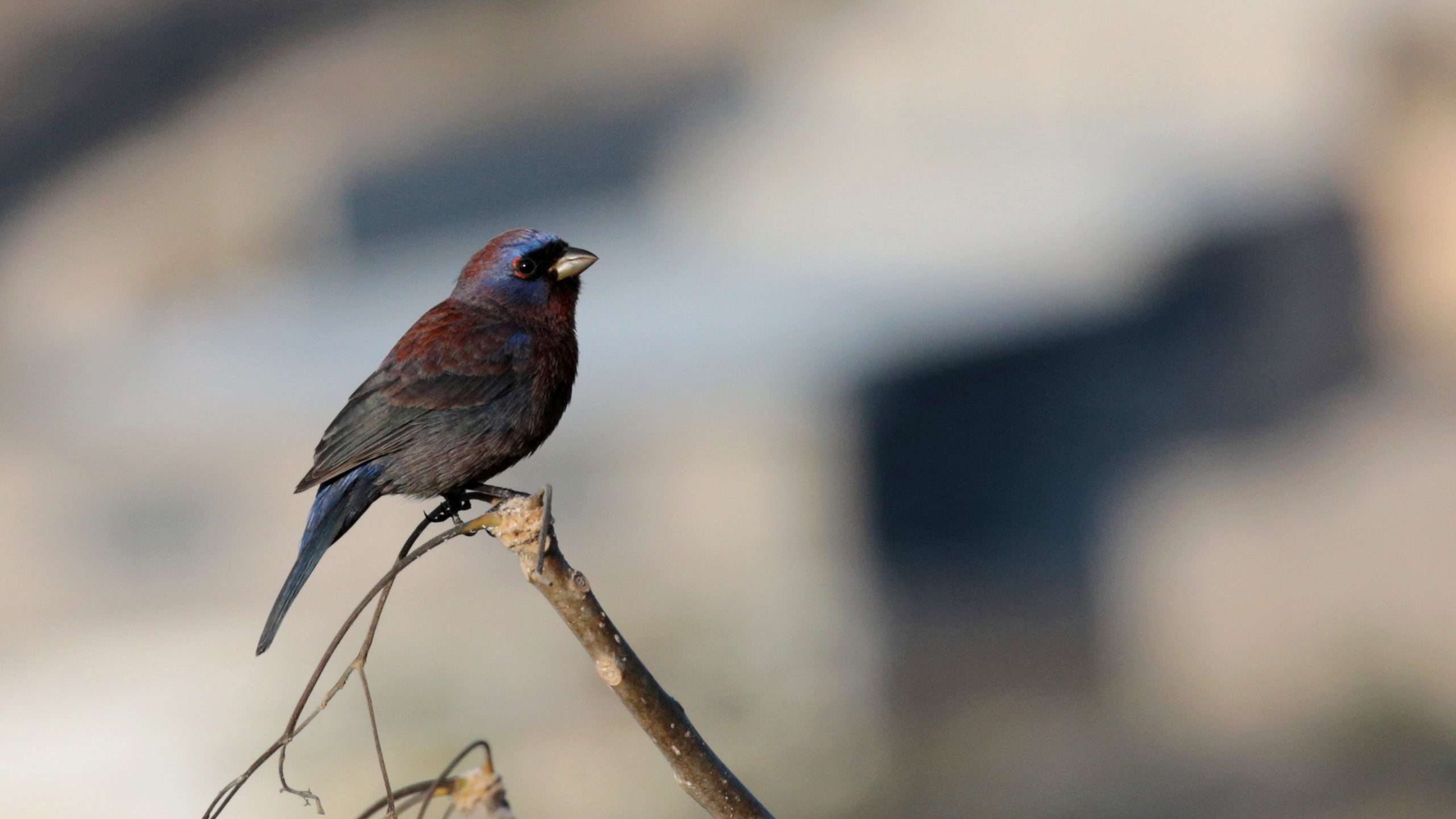
Hane.

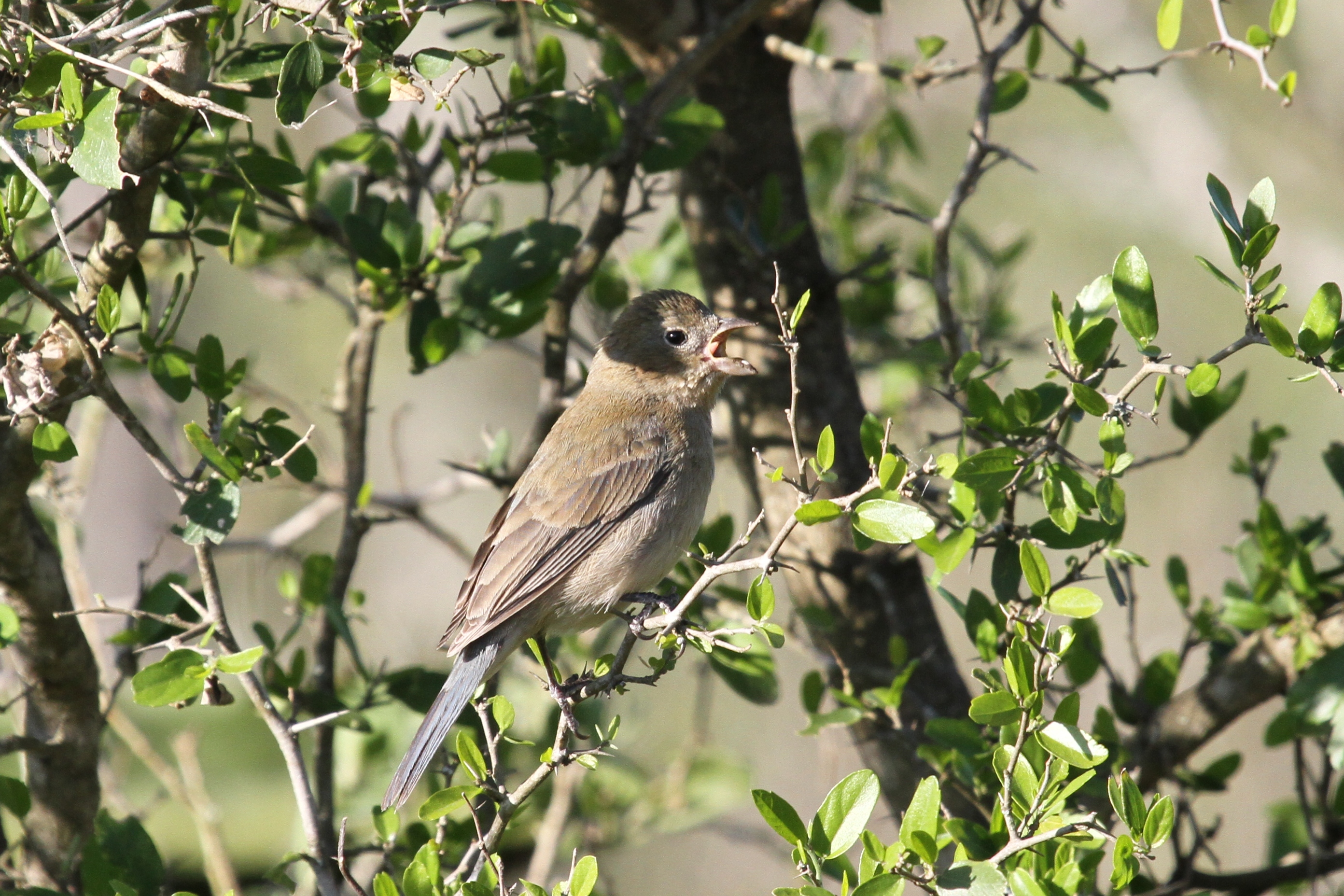
Hona.

## Läten
Sången är något mörkare och hårdare än andra Passerina-finkar, utan upprepade fraser. Rytmen är ett mellanting lazulikardinalens upphackade och påvekardinalens jämna. Lätena liknar släktingarna, vassa "spik" och i flykten ett gällt och strävt ljud.

## Utbredning och systematik
Purpurkardinalen delas in i fyra underarter med följande utbredning:
- Passerina versicolor dickeyae – södra Arizona till västra Mexiko (Sonora till västra Durango, Jalisco och Colima)
- Passerina versicolor versicolor – södra Texas till södra Mexiko (Oaxaca och Guerrero)
- Passerina versicolor pulchra – södra Baja California
- Passerina versicolor purpurascens – södra Mexiko (Chiapas) till centrala Guatemala

## Levnadssätt
Purpurkardinalen hittas i täta ökensnår, buskmarker utmed vattendrag och snårskogar. Den undviker tätbefolkade områden och ses oftast inte vid fågelmatningar. Fågeln födosöker lågt i den täta växtligheten efter insekter som den skrämmer upp genom att rycka på vingar och stjärt. Den tar också frön och kaktusfrukt.

### Häckning
Purpurkardinalen inleder häckningen vanligen i slutet av maj eller början av juni, men vissa väntar till att sommarregnen börjar i juli eller augusti. Det skålformade boet placeras ungefär en meter ovan marken i ett törnsnår eller ett litet träd. Däri lägger den två till fem ägg.

## Status och hot
Arten har ett stort utbredningsområde och en stor population med stabil utveckling och tros inte vara utsatt för något substantiellt hot. Utifrån dessa kriterier kategoriserar internationella naturvårdsunionen IUCN arten som livskraftig (LC). Världspopulationen uppskattas till 360.000 häckande individer.